# Басилак
Басилак (фр. Bassilac) насеље је и општина у југозападној Француској у региону Аквитанија, у департману Дордоња која припада префектури Периже.
По подацима из 2011. године у општини је живело 1.798 становника, а густина насељености је износила 96,0 становника/km². Општина се простире на површини од 18,73 km². Налази се на средњој надморској висини од 120 метара (максималној 233 m, а минималној 87 m).

## Демографија
| 1962. | 1968. | 1975. | 1982. | 1990. | 1999. | 2011. |
| ----- | ----- | ----- | ----- | ----- | ----- | ----- |
| 506   | 512   | 701   | 1.297 | 1.541 | 1.755 | 1.798 |

График промене броја становника у току последњих година